# 上田短期大学
上田短期大学（うえだたんきだいがく、英語: Ueda Junior College）は、長野県上田市下之郷乙620に本部を置く日本の私立大学。1967年創立、1967年大学設置。旧称は上田女子短期大学。

## 概観

### 大学全体
- 長野県上田市に所在する日本の私立短期大学で、設置主体は学校法人北野学園[1]。
- 1967年に学校法人本州大学を設置主体に1学科で入学定員100名体制開学した[注 1]
- 1983年より2学科体制となる。

### 建学の精神（校訓・理念・学是）
- 上田短期大学の教育理念は「敬愛・勤勉・聡明」である。

### 教育および研究
- 幼児教育学科
  - 　2年間でピアノを含めた保育者に必要な知識・技能が基礎から身につくよう、効果的なカリキュラムが組まれている。
- 総合文化学科
  - 　幅広い知識を社会で即実践できるよう、自由自在な学びを可能にしている。
- 両学科共通
  - 海外研修として、ハワイ研修が実施されている。
  - 両学科の教員によるブログが設けられている。

### 学風および特色
- 総合文化学科は2003年に地域総合科学科としての適格認定を受けている。
- 総合文化学科は中国からの特別研究生を毎年受け入れている。
- 学生は、キャンパスのある長野県東信地区を中心に長野県内全域から集まっているが、新潟県全域からも学生が集まっている。
- キャンパス内には附属幼稚園が設置されている。広大な敷地の裏山をつかった保育が盛んに行われている。
- 附属幼稚園の園児が北野講堂を使用するときなど、園児の姿を学内で見かけることも多い。また、学内からは園児が園庭や裏山で遊ぶ姿を見ることができる。

## 沿革
- 1967年
  - 3月25日 左記を以て文部省[注 2]より短期大学の設置が認可される[5]。
  - 4月1日 長野大学の前身・本州大学の併設短大である本州女子短期大学として以下の学科体制にて開学。
    - 幼児教育科 入学定員100名

  - 5月1日 学生数[注 3]/定員[8]
    - 幼児教育科 57[注釈 1]/100
- 1968年
  - 5月1日 学生数[9]/定員
    - 幼児教育科 158[注釈 1]/200
- 1973年
  - 4月1日 上田女子短期大学へ改称。学校法人本州大学から経営分離し、新たに北野建設等によって設立された学校法人上田女子短期大学へ運営を移管[10]。
- 1976年
  - 4月1日 幼児教育科の入学定員を100→150に増員する[11]。
  - 5月1日 学生数[12]/定員[13]
    - 幼児教育科 381[注釈 1]/250
- 1977年
  - 5月1日 学生数[14]/定員
    - 幼児教育科 396[注釈 1]/300
- 1983年
  - 4月1日 以下の学科を新設する[注 4]。
    - 国文科 入学定員80名

  - 5月1日 学生数[17]/定員
    - 幼児教育科 179[注釈 1]/300
    - 国文科 62[注釈 1]/80
- 1987年
  - 12月 設置法人名を学校法人北野学園に改称。
- 1992年
  - 5月1日 学生数[18]/定員[19]
    - 幼児教育科 384[注釈 1]/300
    - 国文科 245[注釈 1]/160
- 1999年
  - 5月1日 学生数[20]/定員
    - 幼児教育科 419[注釈 1]/M
    - 国文科 136[注釈 1]/M
- 2002年
  - 4月1日 学科名を以下の通り変更する[21]。
    - 幼児教育科→幼児教育学科
    - 国文科→日本文化学科
- 2004年
  - 4月1日 日本文化学科を総合文化学科に変更する[22]。
- 2023年
  - 開学50周年を迎える[23]。
- 2025年
  - 4月1日、共学化し、上田短期大学に改称する[24]。

## 基礎データ

### 所在地
- 長野県上田市下之郷乙620

### 交通アクセス
- 上田電鉄別所線大学前駅から徒歩約7分である。

### 象徴
- かつての上田女子短期大学のカレッジマークについては、右記資料を参照[3]

## 教育および研究

### 組織

#### 学科
- 幼児教育学科
  - 2年間で幼稚園教諭免許状と保育士資格を取得するためのカリキュラムが編成されている。
  - カリキュラムの特徴として、保育者に必要な基礎力と応用力が2年間で身につけられるよう科目を配置し、免許資格に必要な科目に加えて、自らの保育者像に近づくための科目を選択し履修するようになっている。
  - 「くらしとマナー」「数学の基礎」「保育と子育て支援」といった科目が設けられている。
  - 特に読み書きを重視し、「日本語の基礎」「保育者とことば」といった科目のほか、添削指導を行うライティングサポートシステムを設けている。
  - 音楽コースが設けられている。保育者として必要な知識に加え、音楽についての知識・技術を身につけるためのコースであり、コースの意味合いとしては、後述する総合文化学科のフィールドに近いものとなっている。
  - 座学だけではなく教育実習・保育実習にも力を入れている。
  - 入学前準備プログラムとして、新1年生が入学前に学内で交流会や学びの指導を受け、入学前の不安を取り除くプログラムが設けられている。
- 総合文化学科
  - カリキュラムは、教養科目に相当する2つのフィールドと、7つの専門的なフィールドから成り立っている。
  - フィールドは他の短期大学で用いられているコース制とは異なる。フィールドは科目のまとまりを示すものであり、学問領域が近い科目や資格に必要な科目をまとめたものである。資格や履修科目の目安となるものであり、必ずしもフィールドの科目をすべて履修する必要はない。
  - フィールドの領域は広く、日本文学、ブライダル、表現文化、情報メディアといった幅広い領域を学ぶことができる。

##### 設置計画のあった学科
- 食物栄養科 入学定員100名[注 5]

#### 専攻科
- なし

#### 別科
- なし

#### 研究生制度
- 両学科とも研究生制度が設けられている。

##### 取得資格について
資格
- 保育士：幼児教育学科にて取得できる。学生の大半が取得している。
- 司書教諭：総合文化学科にて取得できる。
- 司書：総合文化学科にて取得できる。
- 訪問介護員2級：希望する学生が取得できる。

教職課程
- 幼稚園教諭二種免許状：幼児教育学科にて取得できる。学生の大半はこの教職免許を取得している。
- 中学校教諭二種免許状（国語）：総合文化学科にて[26]。

#### 附属機関
- 附属図書館
- 観光文化研究所
- 児童文化研究所

#### 研究
- 上田女子短期大学/編『紀要』[27]ほか[28]も参照のこと。

## 学生生活

### 部活動・クラブ活動・サークル活動
- 上田女子短期大学のクラブ活動（一部）
  - 体育系：バレーボール・バスケットボール・卓球・バドミントンほか。
  - 文化系：華道・茶道・演劇・ブライダル・軽音ほか

### 学園祭
- 上田短期大学の学園祭は「学海祭」と呼ばれ概ね毎年10月頃に行われている。

### スポーツ
- バレーボール部が強く、「北信越大学選手権大会」や「全国私立短期大学大会」などで活躍している。

## 大学関係者と組織

### 理事長
- 北野次登：株式会社長野放送名誉会長、北野合同建物株式会社代表取締役会長。

### 学長
- 尾形亀吉：初代学長。
- 松田幸子：前学長。元長野県教育委員会委員長。『近代人の原像』（弘文堂）、『人間と家庭生活』（至文堂）、『おんなの四季』（ぎょうせい）、『現代社会と倫理』（中教出版）、『女性を生きるための哲学入門』（夏目書房）、『自己自身をみつめるための倫理学研究』（夏目書房）などの著作がある。
- 小池明：現学長。北野美術館監事。元北野建設取締役専務、監査役。元長野放送監査役。

### 大学関係者
- 小池佳子：理事。北野合同建物株式会社 代表取締役社長。ザ・キタノホテルニューヨーク 代表取締役社長。北野美術館 理事長。
- 兎束淑美:元上田女子短期大学附属幼稚園園長。
- 笹井弘:名誉教授。元幼児教育学科学科長。
- 大橋敦夫:教授。学校法人北野学園理事、上田女子短期大学総合文化学科学科長。

### 組織
- 同窓会として上田女子短期大学同窓会がある。

## 施設

### キャンパス
- 森の教室は階段教室であり、普段の授業のほか、講演会等の会場としても用いられている。
- 学生ホールは学生食堂に並んで設けられている。
- 幼児教育実習室では、乳児の保育や訪問介護員等の授業が行われている。
- 保育演習室には、実際に隣接する附属幼稚園で使用された机等を運び入れ、模擬保育が行われている。
- ML教室では、ピアノの一斉授業が行われている。
- ピアノ個人練習室は、土日祝日でもピアノの練習ができるようになっている。
- 情報処理演習室
- 実習指導室では、実習に関する指導のほか、相談対応ができるよう常勤の助手が配置されている。
- 進路サポート室
- 信養庵はお茶室である。茶室が裏山にあるため、嘉穂製作所製のスロープカーでお茶室に向かうことができる。
- 体育館

### 学生食堂
学内には学生食堂がある。

### 講堂
- 北野講堂があり、普段の授業のほか、音楽会・講演会等の会場としても用いられている。

### 寮
- 学生寮「紫苑寮」のほか、女子学生専用アパート等が不動産会社を通じて紹介されている。

## 対外関係

### 他大学との協定
- ハワイ大学

## 社会との関わり
- 上田短期大学では、地域とのかかわりを深めることのねらいから以下の活動を行っている。
  - 公開講座
  - コンサートシリーズ
  - 長野・言語文化研究会：本短大総合文化学科の学生が「21世紀に残したいふるさと信州のことば-NHK長野放送局視聴者アンケート資料の分析‐」と題した研究発表を行っている。
  - どんぐり広場：子育て支援活動の一環として行われている。
  - 『児童文化研究大会』：1981年より実施されている。

## 卒業後の進路について

### 編入学・進学実績
- 幼児教育学科：聖徳大学・和光大学・長野大学・日本福祉大学ほか
- 総合文化学科（国文科含む）：都留文科大学・大正大学・東洋大学・清泉女学院大学・愛知淑徳大学・南山大学・京都橘大学・大阪芸術大学ほか

## 附属学校
- 上田短期大学附属幼稚園